# Iareonycha albisterna
Iareonycha albisterna är en skalbaggsart som beskrevs av Martins och Maria Helena M. Galileo 2004. Iareonycha albisterna ingår i släktet Iareonycha och familjen långhorningar.
Artens utbredningsområde är Panama. Inga underarter finns listade i Catalogue of Life.